# Margarett W. Sargent
Margarett Williams Sargent (Boston, 31 de agosto de 1892-1978) fue una destacada pintora de la Escuela Ashcan y seguidora de George Luks. Expuso como Margarett Sargent y Margarett W. McKean.

## Trayectoria
Margarett Williams Sargent nació el 31 de agosto de 1892 en Commonwealth Avenue, Boston, hija de Jane Welles Hunnewell y de Francis Williams Sargent. Era pariente lejana de John Singer Sargent.  

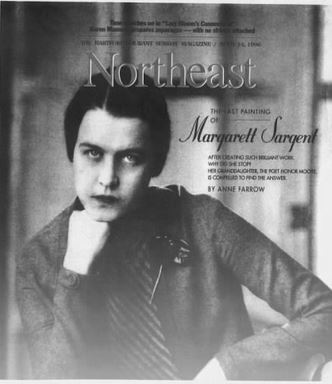
Margarett Sargent por Berenice Abbott, 1928

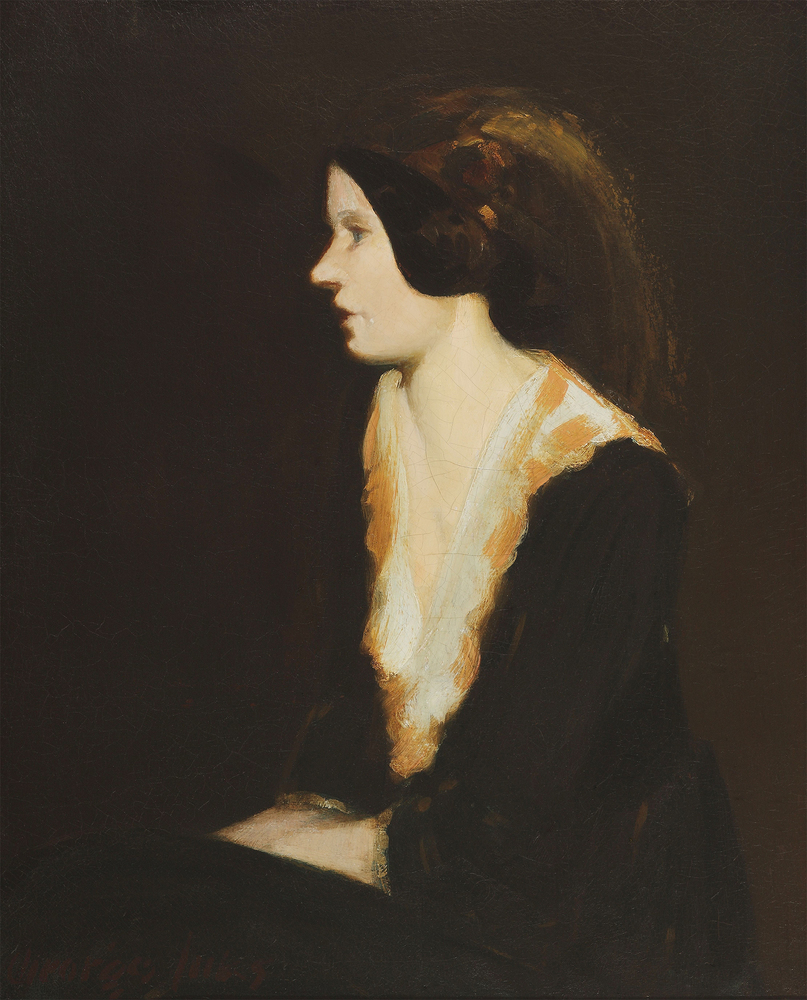
The White Blackbird (Retrato de Margarett Sargent), 1919, George Luks

Sargent asistió a la escuela Miss Porter. Tras romper un primer compromiso con Eddie Morgan, que no había sido aceptado por su familia, se marchó a Italia donde se formó como escultora, aunque más tarde se dedicó a la acuarela y al óleo.
Sargent expuso por primera vez como escultora en 1916 en la exposición anual del Instituto de Arte de Chicago. Realizaba retratos de niños y animales, pero en 1917 decidió estudiar con el escultor Gutzon Borglum. A través de él, conoció a George Luks, un pintor que se convirtió en su mentor artístico.  El retrato escultórico que hizo de Luks y que presentó en la muestra anual de la Academia de Pensilvania fue elogiado por los críticos.  En 1919, Luks la interpretó de memoria en The White Blackbird.  El título proviene de su tez extremadamente pálida que contrasta con su cabello oscuro.
Luks le presentó a John Kraushaar, un comerciante de Nueva York cuya galería de la Quinta Avenida albergó la primera exposición individual de Sargent en 1926. Después expuso en Boston y Chicago.  Sus pinturas han sido descritas como "intensas, audaces y expresivas".  Los retratos que pintó, que formaron la mayor parte de su obra, siguieron las nuevas tendencias. La persona era mostrada de forma simplificada resaltando su rostro más elaborado.  Dejó de pintar en 1936, cuando se había vuelto "demasiado intenso" para ella, según le dijo a su nieta.
Su nieta, Honor Moore, sugiere que pudo haber tenido un romance con su compañera de habitación de Nueva York, Marjorie Davenport. Fanny Brice vivía abajo de ellas.  Sargent se hizo amiga de la galerista Betty Parsons, amistad que duraría toda la vida. Otra amiga fue la socialité Vivian Pickman.
En 1920, Sargent se casó con Quincy Adams Shawn Mckean, un jugador de polo de una antigua familia de Boston. El noviazgo había comenzado en 1912, en el baile de debut de Sargent.    En 1920, Shawn Mckean compró la Casa Samuel Corning en Beverly, Massachusetts. La casa fue incluida en el Registro Nacional de Lugares Históricos en 1990. Tuvieron cuatro hijos en tres años.
Era amiga de la fotógrafa Berenice Abbott, quien la retrató en París en 1928. Frederic Clay Bartlett, que la había cortejado, la dibujó en París; en la década de 1930, el boceto colgaba en la casa de Bartlett en Chicago. 
Durante su matrimonio, Sargent tuvo amantes masculinos y femeninos, al igual que su marido, aunque este solo femeninas. Una de las relaciones de Sargent fue la heredera Isabel Pell. Sargent dijo que Isabell era "guapa, maravillosamente guapa". Pell solía visitar a Sargent en su mansión de Beverly, Massachusetts, y era muy apreciada tanto por su esposo, Quincy Adams Shaw McKean, como por sus hijos, quienes la llamaban "prima Pell".    Otro amante de Sargent fue un joven John Walker, que llegaría a ser director de la Galería Nacional en Washington.
Sargent era alcohólica y paciente frecuente de sanatorios donde recibía terapia electroconvulsiva.  Margarett Williams Sargent murió en 1978.

## Legado
En 1996, la nieta de Sargent, Honor Moore, publicó The White Blackbird: A Life of the Painter Margarett Sargent by Her Granddaughter.